# Heinäjärvi (Jukkasjärvi socken, Lappland, 749079-176448)
Heinäjärvi är en sjö i Kiruna kommun i Lappland och ingår i Kalixälvens huvudavrinningsområde. Heinäjärvi ligger i Torne och Kalix älvsystem Natura 2000-område.